# Pollenia pallida
Pollenia pallida är en tvåvingeart som beskrevs av Boris Borisovitsch Rohdendorf 1926. Pollenia pallida ingår i släktet vindsflugor, och familjen spyflugor. Inga underarter finns listade i Catalogue of Life.